# Rédené
Rédené é uma comuna francesa na região administrativa da Bretanha, no departamento Finisterra. Estende-se por uma área de 24,57 km². Em 2010 a comuna tinha 2 969 habitantes (densidade: 120,8 hab./km²).